# Piper mercedense
Piper mercedense är en pepparväxtart som beskrevs av William Trelease. Piper mercedense ingår i släktet Piper och familjen pepparväxter. Inga underarter finns listade i Catalogue of Life.